# 루머스 (음악 그룹)
루머스(Rumors)는 대한민국의 댄스 팝 음악 그룹이다. 1999년 음악가 겸 작곡가 주영훈이 프로듀싱한 정규 1집 앨범 《Storm》으로 데뷔 하였다.
이후에 코요태 (KOYOTE)가  Storm을 리메이크 하였고,
후속곡 'Never'는 후에 롤리팝이 'Love Impact'라는 곡으로 리메이크 했었다.

## 앨범
- 1998년 12월 Rumors 1st

## 대표곡
- Storm
- Never

## 방송
- 투유 프로젝트 - 슈가맨 (2015) - 86불